# Flughafen Isparta-Süleyman Demirel

i8
i11
i13
Der Flughafen Isparta-Süleyman Demirel, auch Flughafen Isparta (türkisch Isparta Süleyman Demirel Havalimanı, IATA-Code: ISE, ICAO-Code: LTFC) ist ein türkischer Flughafen nahe der Stadt Isparta, 4 Kilometer von dem Ort Gümüşgün gelegen. Er wird durch die staatliche DHMİ betrieben und ist nach dem ehemaligen türkischen Präsidenten Süleyman Demirel benannt.

## Geschichte und Ausstattung
Der Flughafen wurde 1997 dem Betrieb übergeben und wird ausschließlich zivil genutzt. Der als international klassifizierte Flughafen verfügt über einen Terminal mit einer Kapazität von 1.500.000 Passagieren im Jahr und eine befestigte Start- und Landebahn, die jedoch nicht über ein Instrumentenfluglandesystem (ILS) verfügt. Das Vorfeld hat eine Größe von 220 × 100 Meter und kann fünf Verkehrsflugzeuge aufnehmen. Darüber hinaus finden sich am Flughafen ein Gebäude für Frachtabfertigung sowie eine medizinische Notfallstation und eine VIP-Lounge im Terminal.

## Anbindung
Die ihm zugeordnete Stadt Isparta liegt etwa 30 Kilometer entfernt. Sie ist mit Taxi, Privatwagen oder Flughafenbus über Fernstraßen zu erreichen. Vor dem Terminal gibt es einen Parkplatz für 100 Fahrzeuge.

## Fluggesellschaften und Ziele
Es werden Ziele im Inland und im Iran angeflogen.